# Polystichum caudatum
Polystichum caudatum är en träjonväxtart som först beskrevs av Olof Peter Swartz, och fick sitt nu gällande namn av Fée. Polystichum caudatum ingår i släktet Polystichum och familjen Dryopteridaceae. Inga underarter finns listade.